# Mads Knarreborg
Mads Knarreborg (født 10. maj 1978) er en dansk skuespiller.
Han er uddannet på Odense Teaters Skuespillerskole i 2004. Han er blandt andet kendt fra TV3-dramaserien Hvide løgne (1998-2001), hvor han spillede overlægesønnen Oliver Hald. Han har desuden medvirket i tv-serierne Toast (DR, 1999) og Nynne (TV3, 2006).
På de skrå brædder har han medvirket i 7 x 17, Kierkegaard, Big Brother, Busters Verden, Merlin og Kærlighedens farve – alle på Odense Teater (2004-2006), i Blodbrødre på Det Danske Teater (2005), The Producers på Det Ny Teater (2006), Hamlet på Gladsaxe Ny Teater (2007) og musicalen Matador i Operaen, København (2007). I musicalen Matador spillede Knarreborg rollen som den kommunistiske jernbanearbejder Laurits "Røde" Jensen.

## Filmografi
Spillefilm
- Fluerne på væggen (2005)
- Gudsforladt (2014)

Serier
- Hvide løgne (1998-2001)
- Toast (DR, 1999)
- Nynne (TV3, 2006)

Revyer
- Nykøbing F Revyen (2009)
- TamTam i Glassalen (2016)